# Ford Fiesta III
Pour un aperçu de toutes les générations de la Fiesta, voir Ford Fiesta.
La Ford Fiesta Mk3 était la troisième génération de la citadine polyvalente Ford Fiesta construite par Ford Europe. Initialement introduite en 1989, la Mk3 représentait le plus grand changement de la Fiesta depuis l'introduction de la voiture d'origine en 1976. En plus des versions 3 portes à hayon et fourgon à panneaux qui formaient la gamme Fiesta, une berline 5 portes à hayon a également été ajoutée. La Fiesta Mk3 a été remplacée par la Fiesta Mk4 en 1995, mais est restée en vente jusqu'à début 1997. La Mk4 était un restylage majeur de la Mk3, mais avec le même châssis.
En 1991, la Fiesta Mk3 a également engendré une version fourgon haut de gamme, le Ford Courier, et a également partagé sa plate-forme avec la Ford Ka de 1996, qui était dérivée de la Fiesta Mk4.

## Histoire
La Fiesta de troisième génération, baptisée BE-13, a été dévoilée fin 1988 et a été officiellement mise en vente en février de l'année suivante, les ventes au Royaume-Uni commençant en avril. La voiture était basée sur une nouvelle plate-forme abandonnant l'essieu arrière de la vieille voiture pour une disposition de poutre de torsion semi-indépendante et avait l'air radicalement différente, traitant la principale faiblesse de la génération précédente - l'absence d'un dérivé à 5 portes, quelque chose qui était par alors disponible chez ses principales concurrentes telles que la Fiat Uno, la Peugeot 205 et l'Opel Corsa/Vauxhall Nova. L'autre changement principal concernait le train de roulement - avec une version HCS (High Compression Swirl) améliorée pour le groupe motopropulseur Kent/Valencia. Les unités CVH de la deuxième génération ont été en grande partie reportées sans modification. Le moteur diesel LT a été agrandi à une capacité de 1,8 L.
Ce modèle a eu la durée de vie de production la plus longue de toutes les Fiesta à ce jour et a réalisé les ventes annuelles les plus élevées de toutes les Fiesta au début des années 1990 - réalisant un volume de ventes de 1 million d'unités au cours des deux premières années de production. Un fourgon dérivé de la Fiesta, le Courier, a été lancé en 1991.
Sur le marché britannique, les moteurs à injection de carburant ne sont devenus disponibles qu'en 1991. Ils été déjà vendus depuis leur introduction dans des pays où les contrôles d'émissions étaient plus stricts. En 1992, un certain nombre de voitures prototypes équipées de moteurs à injection directe à deux temps produits par l'Orbital Engine Corporation d'Australie ont été produites par Ford, avec une production à grande échelle prévue par Ford dans «deux à trois ans». Les voitures ont été testées de manière approfondie au Royaume-Uni, mais il a finalement été décidé de ne pas aller de l'avant avec les versions de production. Des changements majeurs ont été introduits dans la gamme en 1993; des améliorations structurelles majeures ont été apportées pour améliorer la sécurité, ainsi qu'un nouveau dispositif d'antidémarrage installé dans les modèles à essence. Des rétroviseurs extérieurs révisés ont également été installés, tout comme une gamme de nouveaux modèles de garnitures de roues.
Quant aux modèles sportifs, la XR2i a été lancée en 1989 avec un moteur CVH à huit soupapes de 104 ch (76 kW). Cela a ensuite été remplacé en 1992 par une version Zetec 16 soupapes, qui a également vu la RS Turbo être remplacée par la RS1800 alors que le moteur CVH était progressivement abandonné. La RS1800 partageait son moteur avec la version 130 ch (96 kW) de l'Escort XR3i alors actuelle et avait une vitesse maximale de 201 km/h. Le nom XR2i a été abandonné début 1994, et l'insigne «Si», favorable auprès des assurances, est apparu à sa place sur un modèle légèrement moins sportif avec le moteur CVH-PTE (un développement du moteur CVH) de 1,4 L ou le moteur Zetec de 1,6 L.
À partir de 1995, le véhicule était construit et vendu en même temps que la nouvelle Mark 4. Pour distinguer la voiture, les niveaux de finition ont été révisés et elle était commercialisée sous le nom de «Fiesta Classic», avec une petite gamme composée des modèles Classic, Classic Quartz et Classic Cabaret, et un modèle Frascati en "édition spéciale". Cette version a continué jusqu'à ce que la production cesse finalement début 1997.

### Modèles commerciaux
Comme avec la Mark 2, cette génération était disponible sous forme de fourgon à panneaux sur de nombreux marchés. Cette gamme proposait un nombre limité de moteurs. À partir de fin septembre 1990, le fourgon était également disponible avec le nouveau moteur essence à injection centrale catalysée (ICc) de 1,4 litre.
Une version fourgon de la Fiesta est apparue à l'été 1991, mais il était vendu sous le nom de Ford Courier.

### RS Turbo
La Fiesta RS Turbo était un modèle de performance de la Fiesta Mk3. Elle a été introduite en avril 1990 et la production s'est poursuivie jusqu'en 1992.
Basée sur la XR2i, introduite un an plus tôt, elle était visuellement similaire. Les principales différences étaient des jantes en alliage de 14 pouces (un pouce plus grandes et de conception différente de celles équipant la XR2i) avec des pneus Pirelli P600 185/55 VR14, moulures à rayures vertes plutôt que bleues, aileron arrière et montants de porte à code couleur, fenêtres de quart arrière ouvrantes, verre teinté en vert et persiennes de capot RS. Les freins antiblocage et le pare-brise chauffant «Quickclear» étaient des options à un coût supplémentaire.
À l'intérieur de la voiture, les différences comprenaient des sièges Recaro garnis de matériau "Ascot In Raven", un pommeau de levier de vitesses en cuir gris et un volant à trois branches (par opposition au deux branches utilisé sur le volant de la XR2i), qui avait également le logo RS Turbo en relief sur le capuchon central.
Le moteur CVH de la RS Turbo a conservé la même capacité de 1 597 cm3 que celui de la XR2i, mais avec un taux de compression inférieur de 8:1. Le turbocompresseur Garrett T2 fournissait 0,6 bar de suralimentation et a été choisi car l'espace entre le moteur et le radiateur empêchait l'utilisation du plus grand T3 de l'Escort RS Turbo. Comme pour l'Escort, un refroidisseur air-air intermédiaire a été installé, bien qu'il soit légèrement plus grand dans la Fiesta. La puissance de sortie indiquée était de 133 ch (98 kW) à 5 500 tr/min, avec un couple de 183 N m à 2 400 tr/min, ce qui donnait à la voiture une vitesse de pointe de 244 km/h et un 0–97 km/h de 7,9 secondes.
La voiture n'a généralement pas été bien accueillie avec des critiques citant une mauvaise maniabilité et une direction peu communicative comme points faibles. La montée en flèche des primes d'assurance provoquée par l'épidémie britannique de vols de voiture au début des années 1990 n'a pas non plus aidé, la voiture étant une cible populaire pour les voleurs.

### RS1800
La Fiesta RS1800 a été introduite en tant que remplaçante de la RS Turbo en 1992. Le moteur CVH turbocompressé de 1,6 L de la RS Turbo a été remplacé par une version 1,8 L du moteur Zetec, et avait une puissance maximale revendiquée similaire de 130 ch (96 kW),

### Caractéristiques

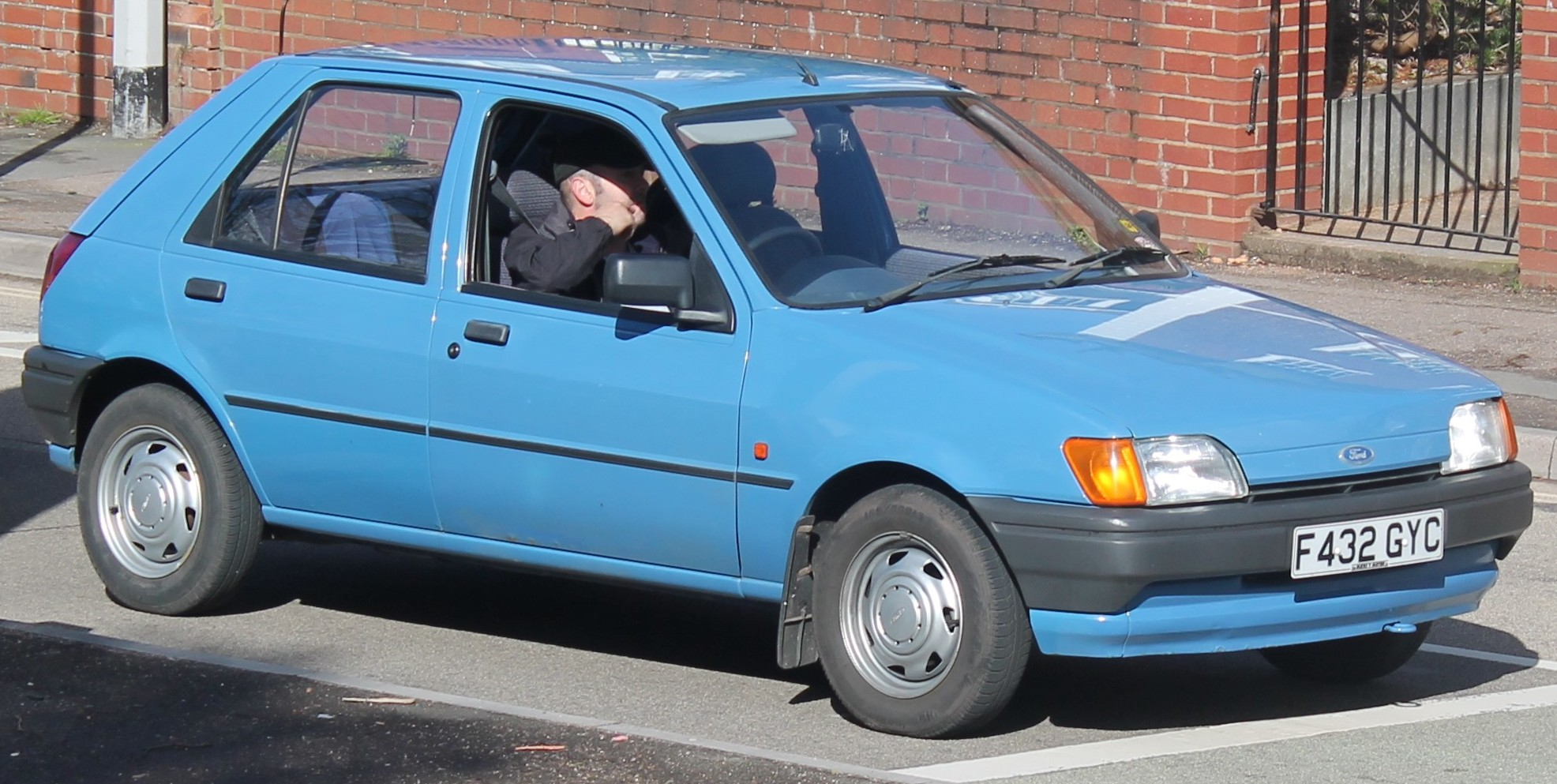
Fiesta Mk3 5 portes avant (pré-lifting)
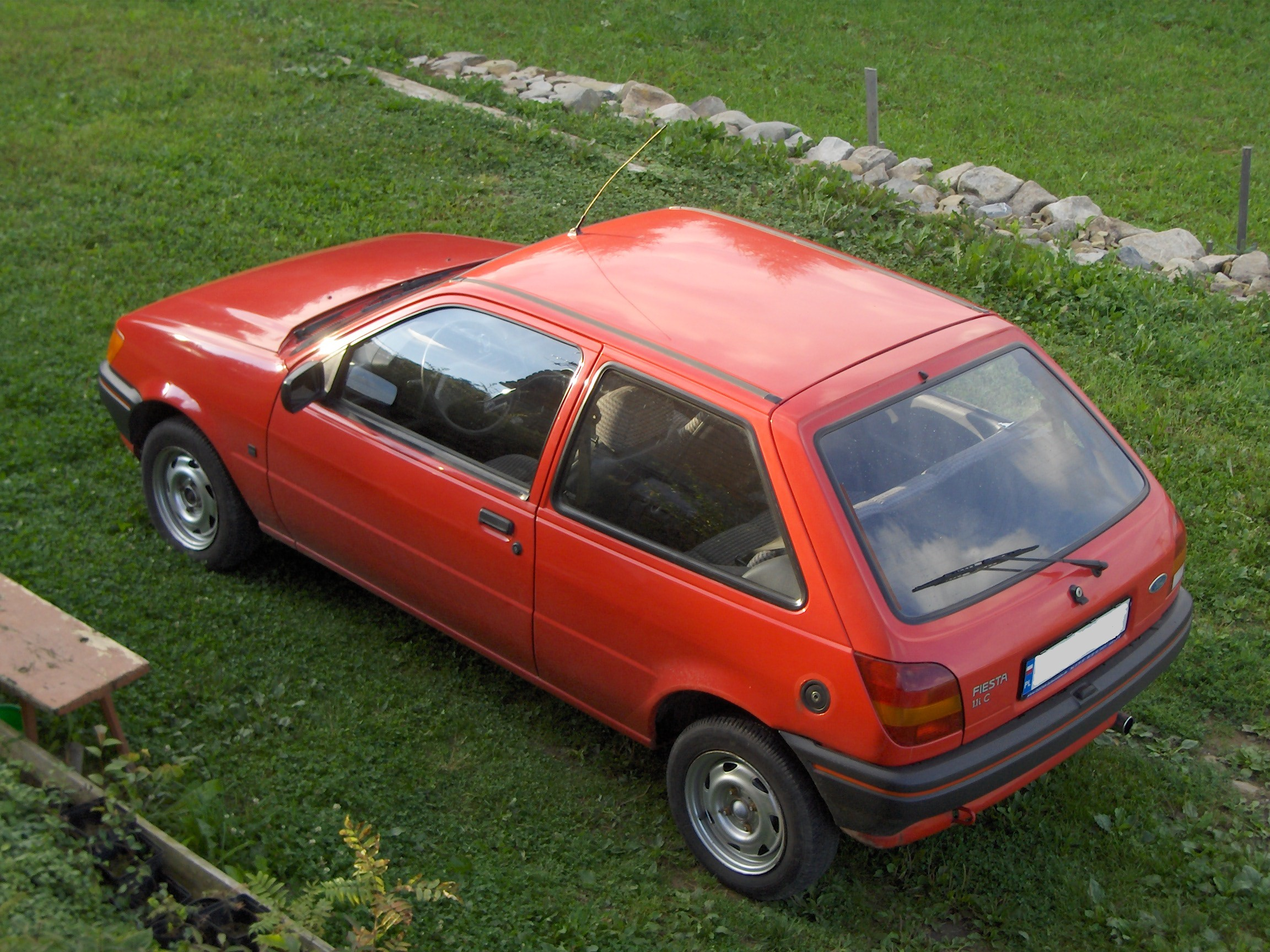
Fiesta Mk3 3 portes (pré-lifting)
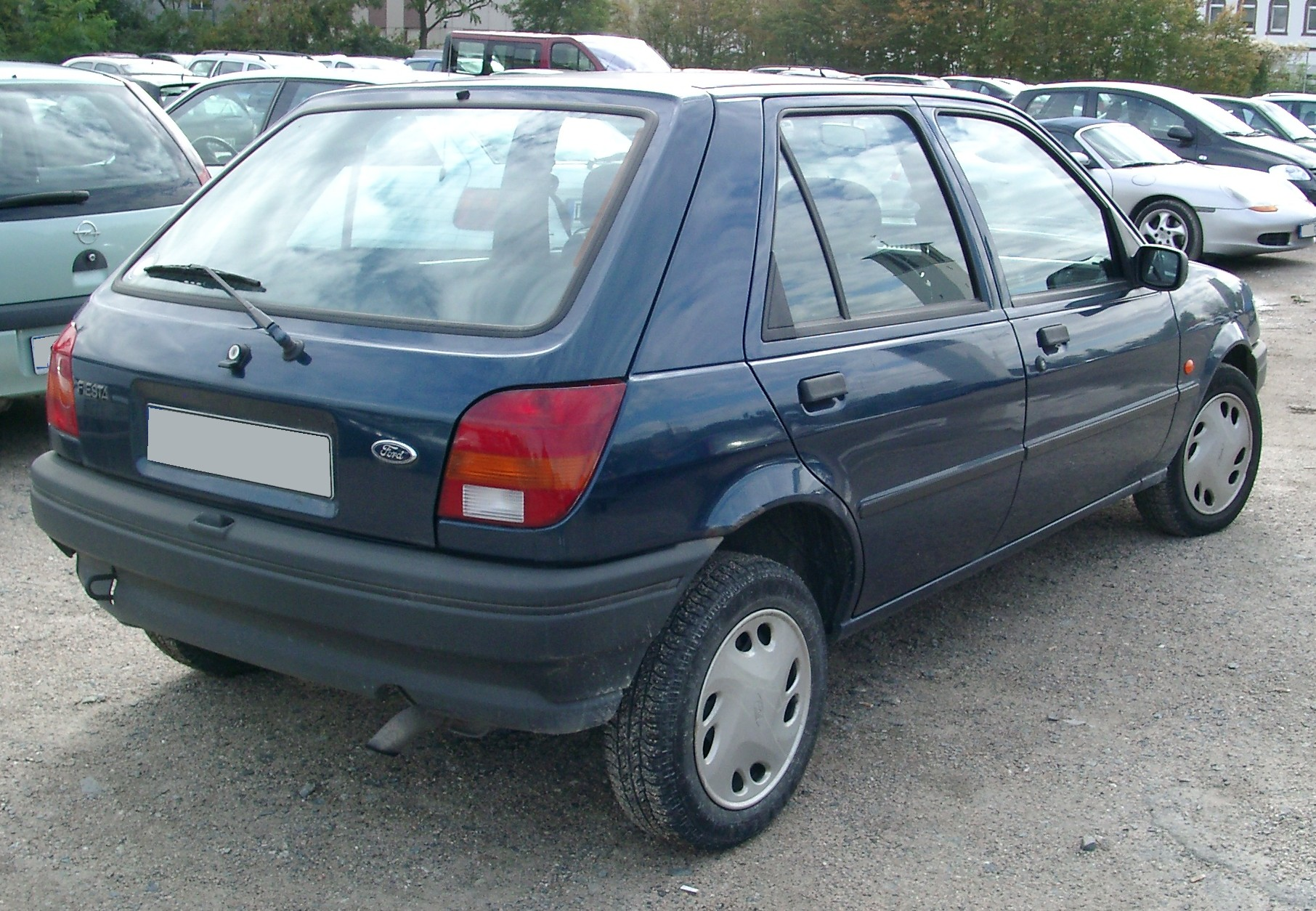
Fiesta Mk3 5 portes (post-lifting)
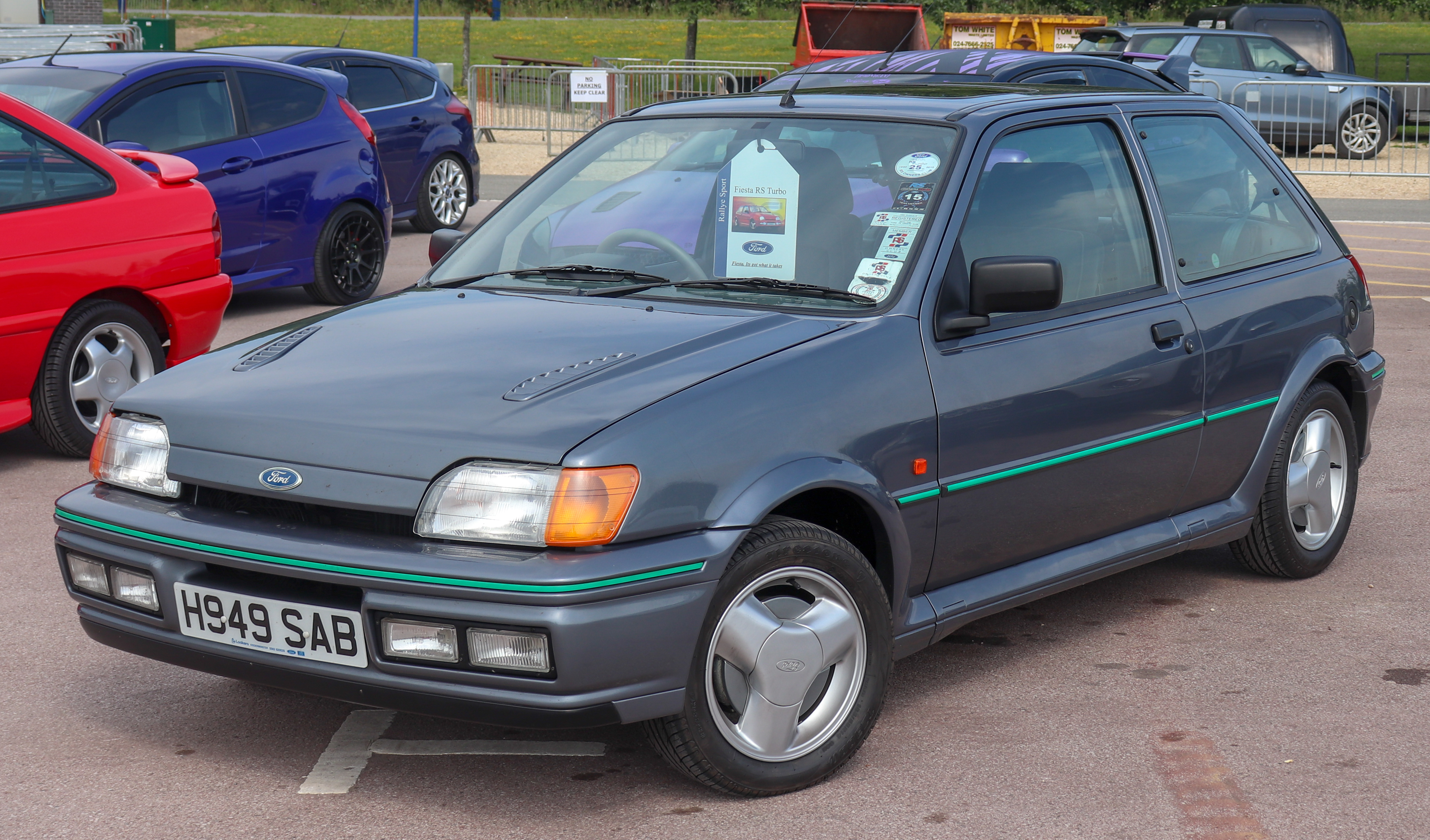
Fiesta RS Turbo
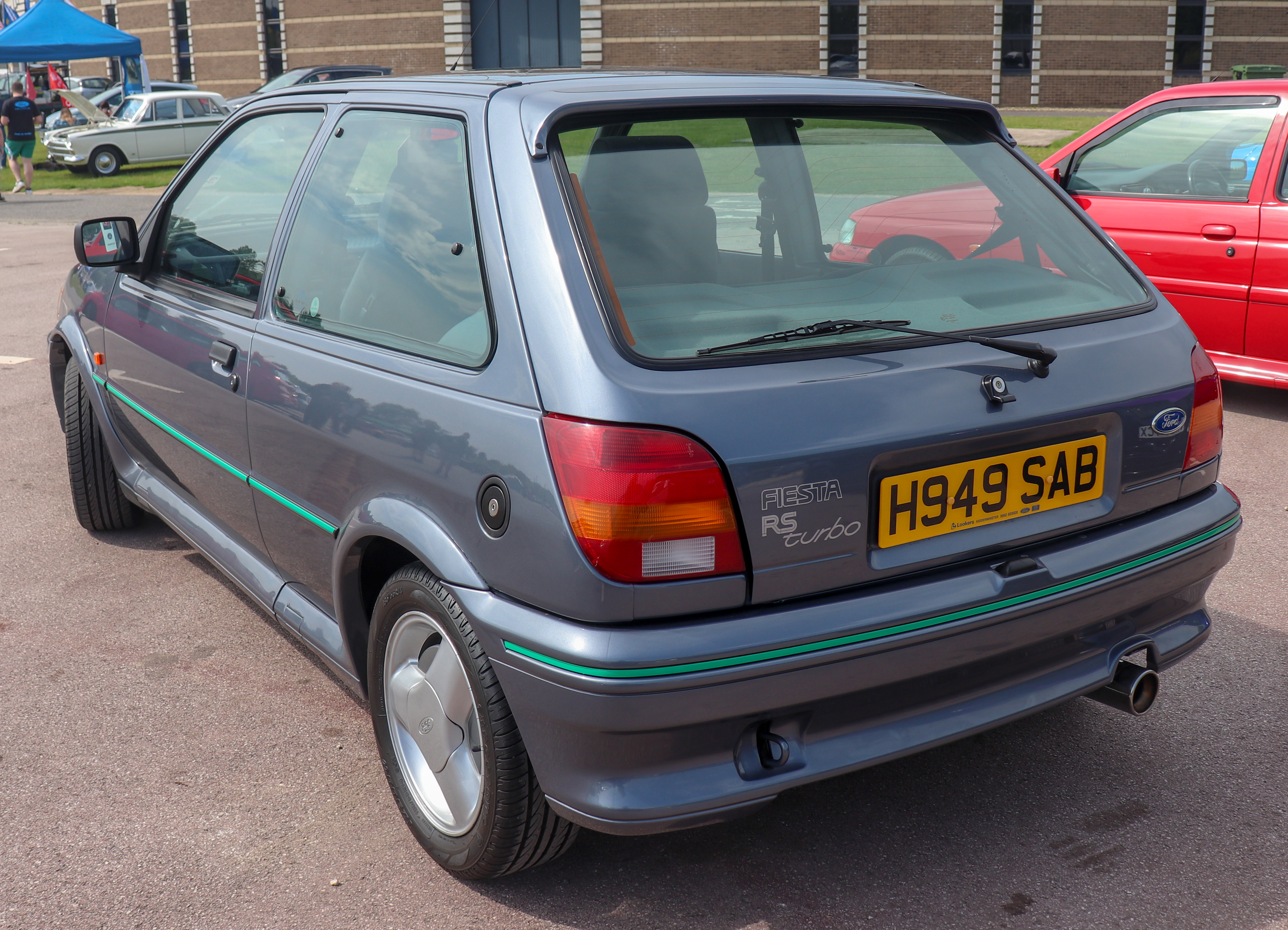
Fiesta RS Turbo
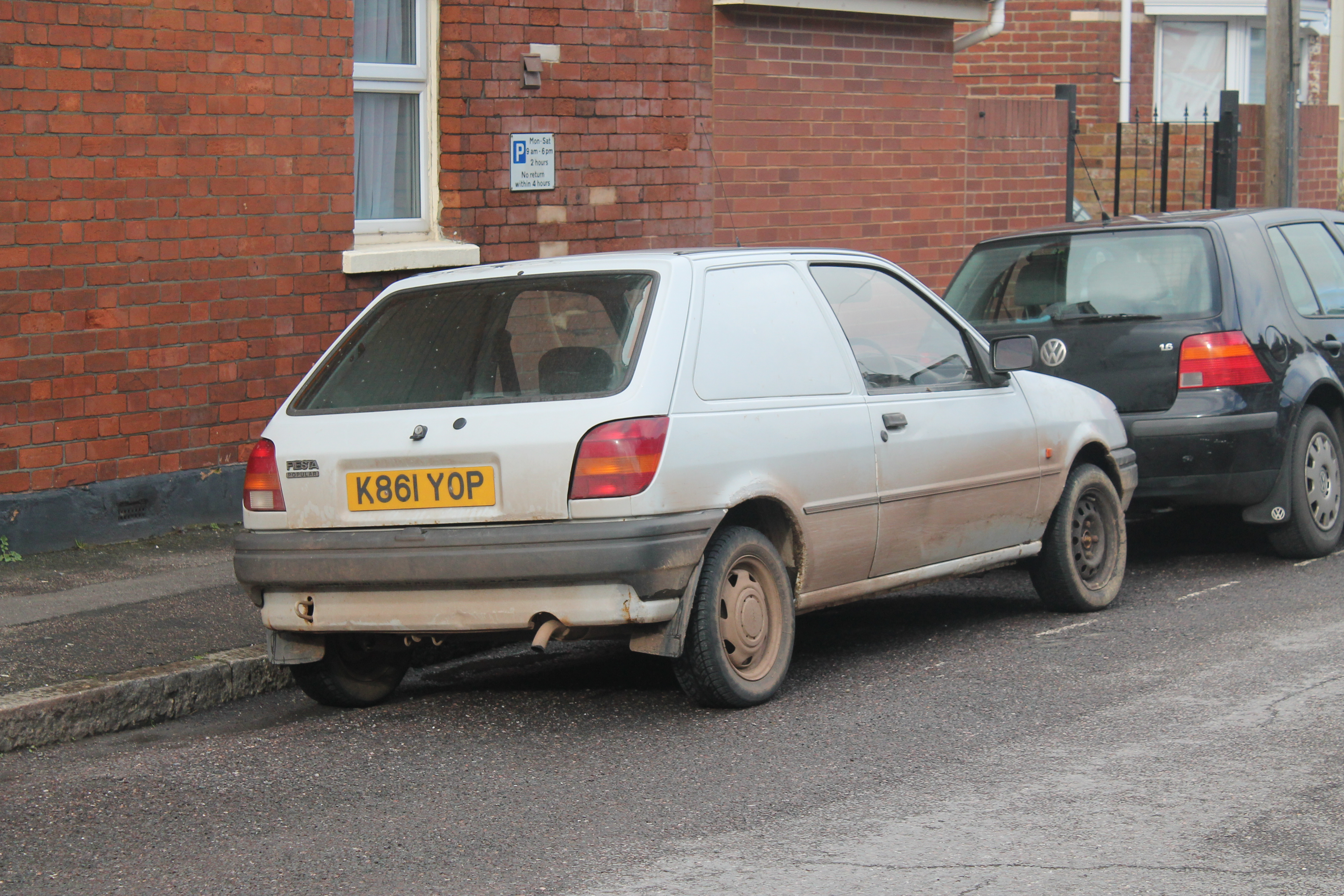
Fiesta Mk3 fourgon
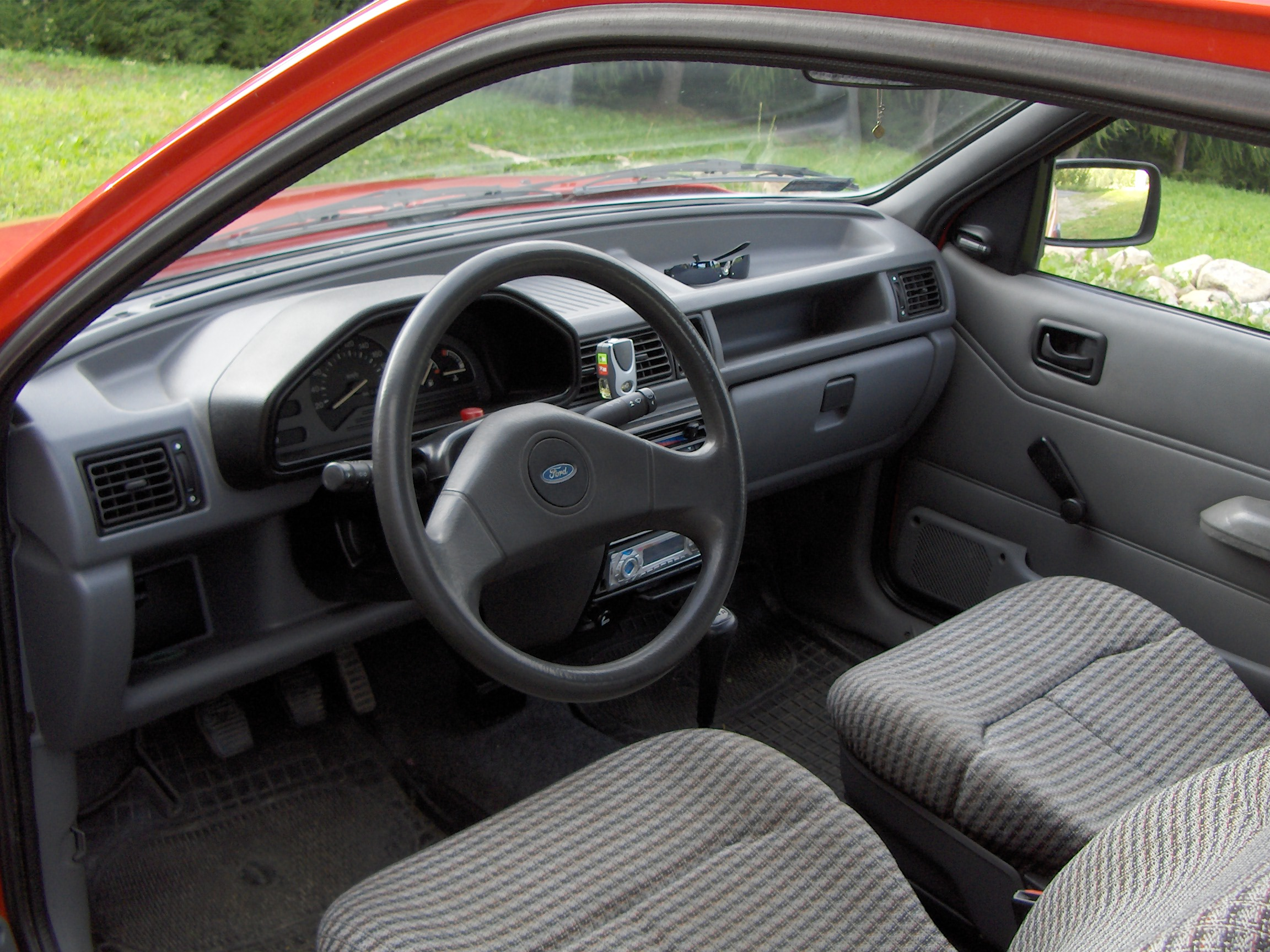
Intérieur